# Maddalena Musumeci
Maddalena Musumeci (Catania, 26 marzo 1976) è un'ex pallanuotista italiana, vincitrice della medaglia d'oro ai Giochi olimpici di Atene 2004.

## Biografia
Ha iniziato a giocare a pallanuoto nello Sporting Club Meridies, in Serie B, ed ha legato tutta la sua carriera alla città natale, dall'esordio in Serie A nelle file del Rasula Alta (stagione '94-'95), all'Orizzonte Catania, passando per una breve parentesi alla Mediterraneo Catania.
Nella stagione 2004-05 ha preso un periodo di pausa dal campionato, durante il quale si è dedicata al volontariato. Si era ritirata dall'attività agonistica al termine del 2009. Ha ricoperto successivamente l'incarico di team manager dell'Orizzonte, entrando poi a far parte anche dello staff dirigenziale della Nuoto Catania. Nel giugno 2012, a Riccione, si è laureata Campione del Mondo master M35 con la All Swim Priolo Gargallo che ha battuto le australiane del Dolphins Womens per 8-2. Poco prima dell'inizio della stagione ufficiale 2012-13, con la gara inaugurale della prima fase di Coppa Italia, è stato però dato l'annuncio del ritorno all'attività agonistica con la calottina dell'Orizzonte, il 20 ottobre 2012 si rivede pertanto la Musumeci in vasca nell'incontro con l'IGM Ortigia, vinto dalle catanesi per 18-8. Al termine della stessa stagione, dopo aver conquistato la Coppa Italia ed aver disputato la finale scudetto, ha deciso di ritirarsi definitivamente dalle competizioni.
Dal 2009 ha allenato la rappresentativa giovanile siciliana e le giovanili del Pozzillo Acireale.
Nel 2013 gioca nel campionato estivo maltese, che conquista con i Neptunes.

## Palmarès

### Club
- Campionato italiano: 10

Orizzonte Catania: 1995-96, 1996-97, 1997-98, 2000-01, 2001-02, 2002-03, 2003-04, 2005-06, 2007-08, 2008-09
- Coppe Italia: 1

Orizzonte Catania: 2012-13
- LEN Champions Cup: 6

Orizzonte Catania: 1997-98, 2000-01, 2001-02, 2003-04, 2005-06, 2007-08
- Supercoppa LEN: 1

Orizzonte Catania: 2008

### Nazionale
- Olimpiadi

Atene 2004: 
- Mondiali

Perth 1998: 
Fukuoka 2001: 
Barcellona 2003: 
- Coppa del Mondo

Winnipeg 1999: 
Tianjin 2006: 
- World League

Long Beach 2004: 
Cosenza 2006: 
- Europei

Vienna 1995: 
Siviglia 1997: 
Prato 1999: 
Budapest 2001: 
Lubiana 2003: 
Belgrado 2006: 